# Мирдита (округ)

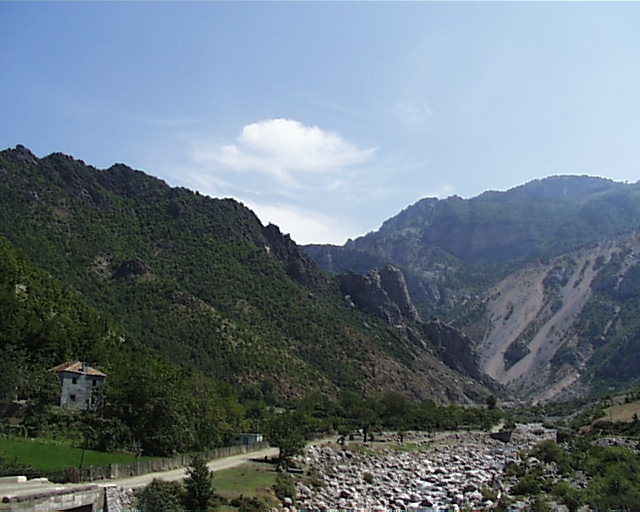
Каньон реки Фани

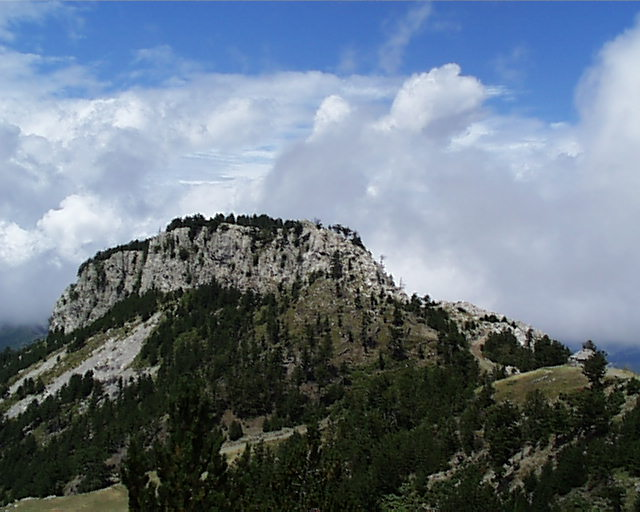
Горы Мирдиты близ деревни Орош

Мирдита (алб. Rrethi i Mirditës) — один из 36 округов Албании, расположенный на севере центральной части страны, к югу от реки Дрин.
Округ занимает территорию 867 км² и относится к области Лежа. Административный центр — город Решени.

## Географическое положение
Округ включает в себя основную часть исторического региона Мирдита.
На западе Мирдита отделена от Адриатического моря цепью гор. За ней начинается покрытое трещинами и эродированное горное плато, переходящее на востоке и севере в горные хребты, достигающие 2100 м. Наивысшая точка — Maja e Kunorës në Selitë (2121 м). Средняя высота составляет 400 м. За исключением нескольких долин на южной и восточной границах округа округ снабжается водой реки Фани.
Округ малонаселён. Три самых крупных населённых пункта — административный центр Решени (15 234 чел.) и шахтёрские посёлки Рубику (2 300 чел., 2005) и Курбнеши (1 400 чел., 2005). Деревни затеряны среди холмов. С 1992 года население активно мигрирует из сельских районов.

## Экономика и промышленность
В округе добывается медь и другие руды. Крупными шахтерскими посёлками были Рубику и Курбнеши, в Решени и Рубике существовали металлургические фабрики. В настоящее время добыча не ведётся из-за обветшания оборудования и отсутствия инвестиций.
Десятки тысяч человек покинули округ с начала 90-х, перебравшись либо за границу, либо в промышленные районы Албании. Некоторые переехали из горных районов на побережье, так как не могли больше прокормиться. Оставшееся население живет в основном за счёт денежных переводов эмигрантов.

## Транспорт
По округу проходит дорога из Дурреса в Косово. Участок железной дороги, ведущий в Решени, выведен из эксплуатации.
В июне 2009 года открыт 4-полосный автобан в Кукес. Автобан уходит из Решени на северо-восток по долине Малого Фани в Thirra, где проложен самый длинный в Албании, пятикилометровый подземный туннель, а затем в Kalimash в округе Кукес. С появлением автобана население округа надеется на возрождение экономики.

## Административное деление
Территориально округ разделён на города Решени и Рубику и 5 общин: Фани (Fan), Kaçinara, Kthella, Orosh, Selita.

## Факты
Во второй половине 1940-х в Мирдите действовало активное антикоммунистическое подполье — Komiteti i Maleve — Горный комитет — во главе с представителями влиятельного семейства Маркагьони. Важным политическим событием стало убийство партийного секретаря АПТ Бардока Бибы 7 августа 1949. Контроль правительства НРА над Мирдитой был установлен позже, чем над любым другим регионом Албании.